# توبكال (هلالة)
توبكال هي إحدى مشيخات المملكة المغربية، تتبع جغرافيا لإقليم شتوكة آيت باها وإداريًا لهلالة. يقدر عدد سكانها بـ 998 نسمة حسب الإحصاء الرسمي للسكان والسكنى لسنة 2004.